# Pigeon Falls
Pigeon Falls és una població dels Estats Units a l'estat de Wisconsin. Segons el cens del 2000 tenia 388 habitants.

## Demografia
Segons el cens del 2000, Pigeon Falls tenia 388 habitants, 139 habitatges, i 86 famílies. La densitat de població era de 312,1 habitants per km².
Dels 139 habitatges en un 24,5% hi vivien nens de menys de 18 anys, en un 55,4% hi vivien parelles casades, en un 3,6% dones solteres, i en un 38,1% no eren unitats familiars. En el 34,5% dels habitatges hi vivien persones soles el 29,5% de les quals corresponia a persones de 65 anys o més que vivien soles. El nombre mitjà de persones vivint en cada habitatge era de 2,28 i el nombre mitjà de persones que vivien en cada família era de 2,95.
Per edats la població es repartia de la següent manera: un 18,8% tenia menys de 18 anys, un 4,9% entre 18 i 24, un 17,8% entre 25 i 44, un 20,4% de 45 a 60 i un 38,1% 65 anys o més.
L'edat mediana era de 52 anys. Per cada 100 dones de 18 o més anys hi havia 86,4 homes.
La renda mediana per habitatge era de 34.107 $ i la renda mediana per família de 50.556 $. Els homes tenien una renda mediana de 26.563 $ mentre que les dones 20.859 $. La renda per capita de la població era de 14.587 $. Cap de les famílies i el 5,5% de la població estaven per davall del llindar de pobresa.

## Poblacions més properes
El següent diagrama mostra les poblacions més properes.